# Kunskapsbas
En kunskapsbas är en teknik som används för att lagra komplex strukturerad och ostrukturerad information som används av ett datorsystem. Det första användningen av termen var i samband med expertsystemen som var de första kunskapsbaserade systemen.
Den ursprungliga användningen av termen kunskapsbas var för att beskriva en av de två undersystemen av ett kunskapsbaserat system. Ett kunskapsbaserat system består av en kunskapsbas som representerar fakta om världen och en inference engine (slutledningsmotor) som kan komma fram till dessa fakta samt använda regler och andra former av logik för att utläsa ny fakta eller hitta inkonsekvenser.
Termen "kunskapsbas" användes för att särskilja från den mer vanliga termen databas. På den tiden (1970-talet) lagrade alla större Management Information Systems sin data virtuellt i någon typ av hierarkisk eller relationell databas. Vid denna tidpunkt i informationsteknikens historia var skillnaden mellan en databas och en kunskapsbas klar och entydig. En databas hade följande egenskaper:
- Platt data. Data representerades vanligtvis i ett tabellformat med textsträngar eller siffror i varje fält.
- Flera användare. A vanlig databas måste stödja mer än en användare eller ett system som har åtkomst till samma data samtidigt.
- Transaktioner. Ett nödvändigt krav för en databas var att upprätthålla integritet och konsistens för data som nås av samtidiga användare. Dessa är så kallade ACID-egenskaper: Atomicity (atomicitet), consistency (konsistens), isolation (isolering) och durability (hållbarhet).
- Stor långlivad data. En företagsdatabas behöver stödja inte bara tusentals men hundratusentals rader av data. En sådan databas behöver vanligtvis kvarstå längre än specifika användningarna för ett enskilt program, den måste kunna lagra data i år och årtionden till skillnad från livslängden för ett program.